# Dieu, les affaires et nous
Dieu, les affaires et nous (sous-titré chronique d'un demi-siècle) est un recueil de chroniques de Jean d'Ormesson publié le 20 août 2015 aux éditions Robert Laffont.

## Résumé
Jean d'Ormesson dans son récit, porte son regard sur la vie politique et le monde par des portraits et reportages. 

## Éditions
- Dieu, les affaires et nous chronique d'un demi-siècle, Éditions Robert Laffont, 2015  (ISBN 978-2-221-15746-6).